# Tourterelle à ailes blanches
Zenaida asiatica
Espèce
Statut de conservation UICN

 LC  : Préoccupation mineure
La Tourterelle à ailes blanches (Zenaida asiatica) est une espèce d'oiseau appartenant à la famille des Columbidae.

## Description
Cet oiseau mesure 25 à 31 cm pour une masse de 125 à 190 g.
Il ne présente pas de dimorphisme sexuel très net : la femelle est plus sombre avec moins de mauve que le mâle.
Le plumage présente une dominante gris brun pâle avec des teintes mauve plus marquées sur la tête, le cou et la poitrine. Le ventre est blanchâtre. Un trait noir marque le dessous de chaque joue. Les couvertures alaires possèdent une large extrémité blanche constituant une bande bien visible au repos comme en vol. Les rémiges sont noirâtres. Les iris sont rouge orangé et les cercles oculaires bleus.
Le jeune est gris pâle avec les iris sombres.

## Habitat

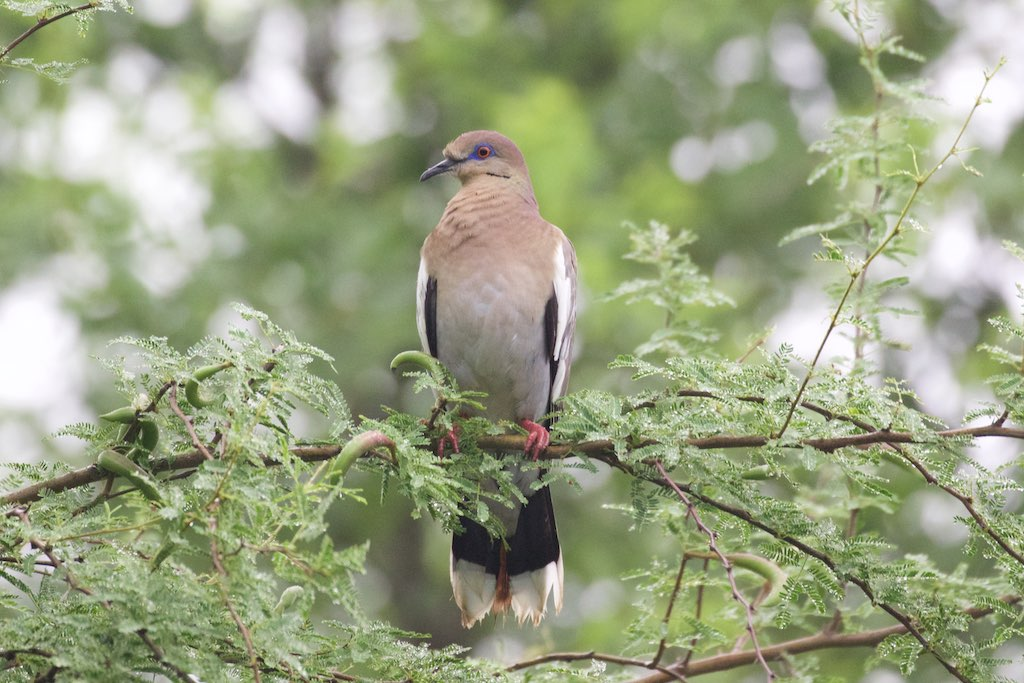
Zenaida asiatica

Cette espèce fréquente les savanes sèches, les bois clairs et les agglomérations.

## Alimentation
Cet oiseau consomme des graines notamment cultivées (céréales) mais aussi des baies et des fruits sauvages et cultivés.

## Répartition et sous-espèces
D'après la classification de référence (version 11.1, 2021) du Congrès ornithologique international ell se répartit en trois sous-espèces suivantes (ordre phylogénique) :
- Z. a. mearnsi (Ridgway, 1915) —	du sud de la Californie à travers l'ouest du Mexique, îles Tres Marías ;
- Z. a. asiatica (Linnaeus, 1758) — du sud du Texas à Nicaragua, îles de la Providence et San Andrés ;
- Z. a. australis (Peters, 1913) — Costa Rica et Panama (baie de Parita (en)).